# NGC 998
NGC 998 је спирална галаксија у сазвежђу Кит која се налази на NGC листи објеката дубоког неба.
Деклинација објекта је + 7° 20' 9" а ректасцензија 2h 37m 16,5s. Привидна величина (магнитуда) објекта NGC 998 износи 14,8 а фотографска магнитуда 15,6. NGC 998 је још познат и под ознакама MCG 1-7-15, CGCG 414-28, PGC 9934.